# Engebretson Peak
Engebretson Peak är en bergstopp i Antarktis. Den ligger i Östantarktis. Nya Zeeland gör anspråk på området. Toppen på Engebretson Peak är 2 776 meter över havet. Engebretson Peak ingår i Royal Society Range.
Terrängen runt Engebretson Peak är bergig åt sydost, men åt nordväst är den kuperad. Trakten är obefolkad. Det finns inga samhällen i närheten. 